# شکارگاه خسرو پرویز

شکارگاه خسرو پرویز در کاوش‌های باستان‌شناسی در سال ۱۳۸۸. پل صیادشیرازی در تصویر مشاهده می‌شود.

دیوار خسرو، شکارگاه خسرو پرویز یا تپۀ مرادحاصل از آثار باستانی ایران در شمال شهر کرمانشاه و پایین‌تر از طاق بستان قرار دارد. قبلاً چنین پنداشته می‌شد که این مکان شکارگاهی مربوط به دوران پادشاهی خسرو پرویز، و تنها شکارگاه بازمانده از دوران ساسانیان باشد، اما کاوش‌های سال ۱۳۸۸ نشان داد که این مکان صرفاً یک شکارگاه معمولی نبوده، بلکه در دوران اشکانیان محل احداث شهری بزرگ بوده‌است که احتمالاً بعدها در دوران ساسانیان از محدودهٔ محصور آن به عنوان شکارگاه استفاده شده‌است.

## نامگذاری
از این مکان با عنوان دیوار خسرو یاد شده‌است. همچنین در برخی منابع متأخر عنوان دیوار شکارگاه خسروپرویز بدان داده شده‌است. تا قبل از انجام عملیات کاوش باستانشناختی که به آشکار شدن خشت‌های دیوار و مشخص شدن تاریخ این نقطه انجامید، تپه‌ای در این مکان قرار داشت که در میان مردم کرمانشاه با نام تپۀ مرادحاصل شناخته شده‌بود.

## مالکیت
در تیر ۱۴۰۳ مدیرکل میراث فرهنگی استان کرمانشاه اعلام کرد که تنها ۱۰ درصد از محوطۀ شکارگاه در تملک میراث فرهنگی قرار دارد و مابقی آن متعلق به کشاورزان و بخش خصوصی است.

## گمانه‌زنی و کاوش

### فصل اول کاوش
تاکنون دو فصل کاوش در شکارگاه خسرو پرویز انجام شده‌است. فصل نخست کاوش با تقاضای سازمان میراث فرهنگی، صنایع دستی و گردشگری ایران در اردیبهشت و خرداد ۱۳۸۸ توسط تیمی ۱۲ نفره به سرپرستی مهدی رهبر صورت گرفت.
در این فصل از کاوش‌ها، نقشهٔ محوطه، ابعاد خشت‌ها و ساختار داخلی و کاربری آن مشخص شده و بخشی از دیواره از زیر خاک بیرون آورده‌شد. همچنین تلاش شد تا ابعاد واقعی و وضعیت واقعی آن مرمت و بازسازی شود. با این حال بارش باران در آبان ۱۳۸۸ سبب شد تا بخش‌هایی از مرمت‌های انجام‌شده فرو بریزد.

### فصل دوم کاوش
فصل دوم کاوش به خاطر مسئله عبور قطار شهری کرمانشاه از محدودهٔ شکارگاه با دستور استانداری کرمانشاه در خرداد ۱۳۸۸ صورت گرفت. در فصل دوم کاوش مشخص شد که برخلاف تصور قبلی این مکان صرفاً یک شکارگاه معمولی نبوده، بلکه محل احداث شهری بزرگ در دوران اشکانیان بوده‌است. دیوارهای بلند محافظ این شهر به قطر ۱۴/۶۰ متر و نیز خندق‌هایی در اطراف آن کشف شد. مشخص شد که بعدها در دوران ساسانیان از این محدودهٔ محصور به عنوان شکارگاه استفاده شده‌است. همچنین چرخشت‌هایی در این کاوش کشف شد که از آن به عنوان کارگاه‌های شراب‌سازی در دوران تاریخی استفاده می‌شده‌است.

## آسیب‌ها

### عبور بلوار طاق‌بستان
در گذشته بلوار طاق‌بستان که ساخت آن از دههٔ ۱۳۳۰ آغاز شد و در سال‌های ۱۳۴۸ تا ۱۳۵۲ به اتمام رسید، با گذر از درون شکارگاه آن را به دو نیم تقسیم و در آن شکاف ایجاد کرد و بخش عظیمی از تپهٔ باستانی را نابود کرد.

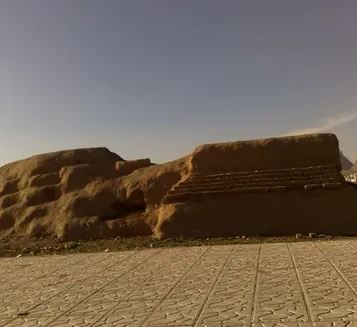
شکارگاه خسروپرویز

### پل صیاد شیرازی
ساخت پل صیاد شیرازی به عنوان بخشی از مسیر بزرگراه صیاد شیرازی، بخشی از محوطهٔ شکارگاه را نابود کرد. این پل با کمترین فاصله از محوطهٔ باستانی، بر روی عرصهٔ تاریخی و در حریم منظری درجه یک شکارگاه ساخته‌شد و در سال ۱۳۸۴ به بهره‌برداری رسید. در جریان ساخت این پل سازمان میراث فرهنگی به دادگستری شکایت کرد، اما دادگاه نهایتاً احداث آن را خلاف قانون ندانست و دستور به ادامهٔ عملیات اجرایی صادر کرد. ساخت پل صیاد شیرازی علاوه بر آسیب به حریم منظری و فضای تاریخی شکارگاه، ثبت جهانی مجموعهٔ طاق‌بستان در فهرست آثار یونسکو را نیز با تهدید مواجه کرد.

### حوزهٔ علمیهٔ امام خمینی
ساخت حوزهٔ علمیهٔ امام خمینی در حریم شکارگاه خسروپرویز از سال ۱۳۷۷ آغاز شد. محمدحسین زرندی نمایندهٔ وقت ولی فقیه در استان کرمانشاه و امام جمعهٔ کرمانشاه ۱۷ هکتار زمین در این محوطه خریداری کرده‌بود و از سال ۱۳۷۷ اقدام به ساخت یک حوزهٔ بزرگ علمیه در آن نمود. حوزهٔ علمیهٔ امام خمینی در سال ۱۳۸۳ به بهره‌برداری رسید و بخش عظیمی از محوطهٔ باستانی شکارگاه خسروپرویز را از بین برد.

### عبور قطار شهری
در طرح قطار شهری کرمانشاه نیز که عملیات ساخت آن از سال ۱۳۹۰ آغاز شده‌است، قرار است ستون‌های قطار از درون محوطه و کنار تپه عبور کند. مهدی رهبر باستان‌شناس و کاوشگر نسبت به عواقب و خطرات این مسئله هشدار داده و با آن مخالفت کرده‌است.
در آبان ۱۴۰۱ مدیرکل میراث فرهنگی، صنایع دستی و گردشگری استان کرمانشاه اعلام کرد که این نهاد تاکنون تصمیمی برای عبور قطار شهری از محوطۀ شکارگاه به صورت سطحی یا زیرسطحی نگرفته است و این مسئله همچنان حل‌نشده باقی مانده‌است.

### دپوی زباله
در تیر ۱۴۰۳ مدیرکل میراث فرهنگی استان کرمانشاه اعلام کرد اطراف این محوطه باستانی به محلی برای دپوی زباله‌ها و نخاله‌های ساختمانی تبدیل شده و همچنین نرده‌کشی اطراف آن نیز به سرقت رفته‌است. در اردیبهشت ۱۴۰۴ معاون میراث فرهنگی اداره کل میراث فرهنگی، گردشگری و صنایع دستی کرمانشاه تأیید کرد که این محوطۀ باستانی همچنان محل تخلیۀ نخالۀ ساختمانی است و وعده داد که پاکسازی آن به زودی انجام شود.

## طرح گردشگری
در آبان ۱۴۰۱ مدیرکل میراث فرهنگی، صنایع دستی و گردشگری استان کرمانشاه اعلام کرد که در برنامۀ توسعۀ طاق‌بستان به منظور آماده‌سازی برای ثبت جهانی قرار است شکارگاه خسروپرویز نیز به صورت محوطه‌ای برای بازی‌هایی مانند تیراندازی و سوارکاری دربیاید و بخشی از آن نیز به سایت‌موزه تبدیل شود. وی گفت با توجه به اینکه بخش قابل توجهی از زمین‌های شکارگاه در مالکیت مردم قرار دارد، اما به دلیل ثبت ملی بودن منطقه امکان اجرای ساخت و ساز را در آن ندارد، بنابراین میراث فرهنگی در این طرح از طریق تهاتر این زمین‌ها را در اختیار می‌گیرد که به ادعای او این مسئله به نفع مالکین این زمین‌ها نیز هست.

## نگارخانه

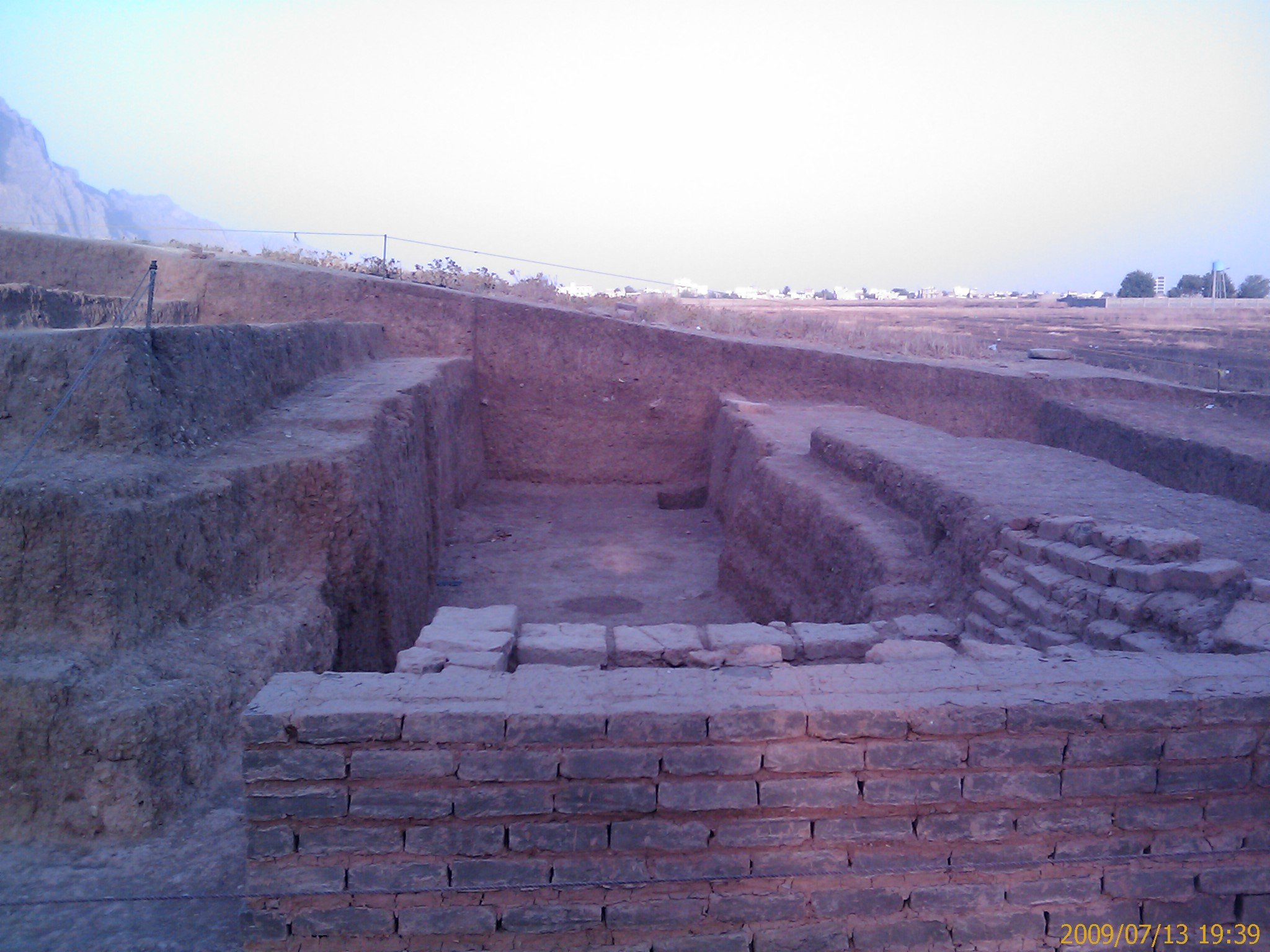
کاوش‌های باستان‌شناسی سال ۱۳۸۸
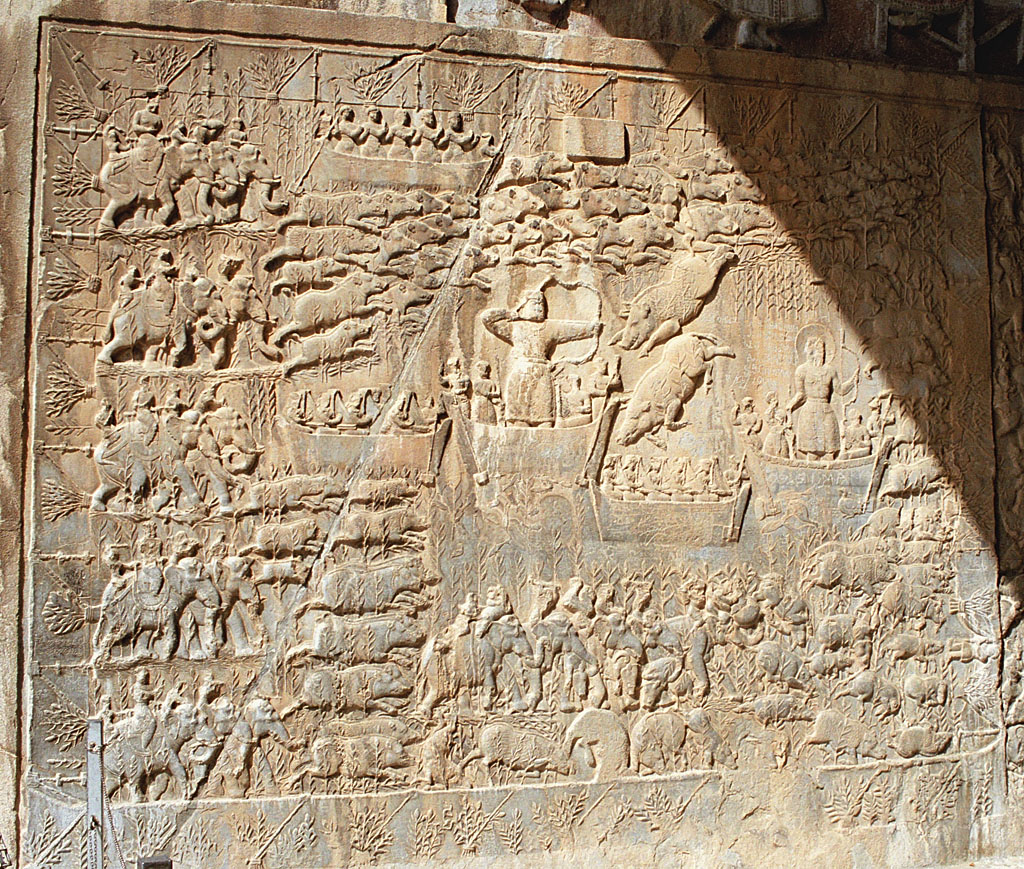
تاق بستان، نمایی از صحنه‌های شکار که در شکارگاه خسرو پرویز انجام می‌شده